# 済州消防安全本部
済州消防安全本部（チェジュしょうぼうあんぜんほんぶ）は、大韓民国済州特別自治道を管轄区域とする消防本部である。住所は済州特別自治道済州市蓮洞311-51。

## 沿革
- 1992年4月10日 - 済州道消防本部設置。
- 1998年9月14日 - 消防災難管理本部に改称。
- 1999年8月11日 - 消防防災本部に改称[1]。
- 2005年1月26日 - 消防災難管理本部に改称[2]。
- 2006年7月1日 - 消防防災本部に改称[3]。済州特別自治道発足。
- 2008年3月5日 - 消防本部に改称[4]。
- 2011年1月18日 - 消防防災本部に改称[5]。
- 2013年7月26日 - 消防安全本部に改称[6]。

## 本部組織
- 消防安全本部長（地方消防准監）
  - 消防政策課（課長は地方消防正）
  - 防護救助課（課長は地方消防正）
  - 119総合状況室（室長は地方消防領）

## 消防署
済州消防安全本部には4消防署のもと、21の119センターと4の119救助隊がある。

### 組織
- 署長（地方消防正）
  - 消防行政課（課長は地方消防領。以下同じ）
  - 予防安全課：済州消防署のみに置く。
  - 現場対応課
  - 119センター（センター長は地方消防警または地方消防尉）
  - 119救助隊（隊長は地方消防警または地方消防尉）

### 消防署一覧
各消防署及び所属119センターの名称は以下の通り。
| 消防署       | 119センター                              |
| ------------ | ---------------------------------------- |
| 済州消防署   | 二徒、三徒、吾羅、蓮洞、老衡、港湾、禾北 |
| 西帰浦消防署 | 東烘、中文、大倫、孝敦                   |
| 西部消防署   | 翰林、涯月、翰京、大静、安徳             |
| 東部消防署   | 城山、旧左、朝天、南元、表善             |